# Aline Riera
Pour les articles homonymes, voir Riera.
Aline Riera, née le 21 janvier 1972 à Vélizy-Villacoublay, est une footballeuse française ayant évolué au poste de défenseure. Elle a disputé un total de 59 matches avec l'équipe de France.

## Carrière
- 1986-1994 :  FCF Juvisy
- 1994-1999 :  Saint-Brieuc
- 1999-2005 :  FCF Juvisy

## Statistiques
| Saison                | Club                  | Championnat           | Championnat | Championnat | Coupe(s) nationale(s) | Coupe(s) nationale(s) | Compétition(s) continentale(s) | Compétition(s) continentale(s) | Compétition(s) continentale(s) | Total | Total |
| Saison                | Club                  | Division              | M.          | B.          | M.                    | B.                    | Comp.                          | M.                             | B.                             | M.    | B.    |
| 2001-2002             | FCF Juvisy            | Division 1            | 2+3         | 2+0         | 1+                    | 1                     | -                              | -                              | -                              | 6     | 3     |
| 2002-2003             | FCF Juvisy            | Division 1            | 2+1         | 2+1         |                       |                       | -                              | -                              | -                              | 3     | 3     |
| 2003-2004             | FCF Juvisy            | Division 1            | 16+2        | 0+0         |                       |                       | C1                             | 3                              | 0                              | 21    | 0     |
| 2004-2005             | FCF Juvisy            | Division 1            | 21          | 2           |                       |                       | -                              | -                              | -                              | 21    | 2     |
| Sous-total            | Sous-total            | Sous-total            | 47          | 7           | 1                     | 1                     | -                              | 3                              | 0                              | 51    | 8     |
| 2008-2009             | FCF Juvisy B          | Division 3            | 1           | 0           | -                     | -                     | -                              | -                              | -                              | 1     | 0     |
| 2009-2010             | FCF Juvisy B          | Division 3            | 4           | 0           | -                     | -                     | -                              | -                              | -                              | 4     | 0     |
| Sous-total            | Sous-total            | Sous-total            | 5           | 0           | -                     | -                     | -                              | -                              | -                              | 5     | 0     |
| 2009-2010             | FCF Juvisy            | Division 1            | 2           | 0           | 0                     | 0                     | -                              | -                              | -                              | 2     | 0     |
| Sous-total            | Sous-total            | Sous-total            | 2           | 0           | 0                     | 0                     | -                              | -                              | -                              | 2     | 0     |
| Total sur la carrière | Total sur la carrière | Total sur la carrière | 54          | 7           | 1                     | 1                     | -                              | 3                              | 0                              | 58    | 8     |

## Après carrière
Elle est actuellement consultante pour le groupe Canal+. Elle effectue les interviews sur le bord du terrain de certains matches de Ligue 1 sur Foot+ et commente des rencontres de D1 féminine sur Canal+ Sport. En 2019, elle commente avec Stéphane Guy des rencontres de la Coupe du monde féminine de football, diffusées sur Canal+, et notamment l'ensemble des matchs de l'équipe de France.
Elle est conseillère municipale de septembre 2012 à juillet 2020 à Saint-Arnoult-en-Yvelines.
Le 11 décembre 2021, elle intègre le comité exécutif de la Fédération française de football à la place de Brigitte Henriques, démissionnaire après son élection à la tête du CNOSF. Elle est élue trésorière générale avec 88,04 % des voix.

## Vie personnelle
Elle est l'épouse depuis 2011 de Franck Raviot qui est chargé de l’entraînement des gardiens de but de l’équipe de France.